# Chasret Aslanbetschewitsch Tlezeri
Chasret Aslanbetschewitsch Tlezeri (russisch Хазрет Асланбечевич Тлецери; * 12. Juli 1958) ist ein ehemaliger Judoka, der für die UdSSR startete. Er war Weltmeister 1983 und vierfacher Europameister.

## Sportliche Karriere
Chasret Tlezeri kämpfte im Superleichtgewicht, der Gewichtsklasse bis 60 Kilogramm. Er siegte 1981 und 1982 bei den sowjetischen Meisterschaften. Bei den Europameisterschaften 1982 in Rostock bezwang er im Halbfinale den Polen Andrzej Dziemianiuk. Im Finale besiegte er den Bulgaren Atanas Gertschew. Ein Jahr später besiegte er im Halbfinale der Europameisterschaften 1983 in Paris Klaus-Peter Stollberg aus der DDR, im Finale bezwang er Andrzej Dziemianiuk. Im Juli 1983 gewann Tlezeri bei der Spartakiade in Moskau, unterlag aber im Finale der sowjetischen Meisterschaften Anatoli Sutschkow. Ebenfalls in Moskau fanden die Weltmeisterschaften 1983 statt. Tlezeri bezwang im Achtelfinale Klaus-Peter Stollberg und im Viertelfinale den Spanier Carlos Sotillo. Es folgten Siege über Edward Liddie aus den Vereinigten Staaten im Halbfinale und über den Ungarn Tamás Bujkó im Finale.
1984 siegte Tlezeri wieder bei den sowjetischen Meisterschaften. Bei den Europameisterschaften in Lüttich bezwang er im Halbfinale den Franzosen Patrick Roux und im Finale den Italiener Felice Mariani. Wegen des Olympiaboykotts konnte Tlezeri nicht an den Olympischen Spielen in Los Angeles teilnehmen. Bei den Alternativspielen der sozialistischen Staaten in Warschau erreichte er das Finale, unterlag aber dort Andrzej Dziemianiuk. 1985 gewann Tlezeri bei den Europameisterschaften in Hamar seinen vierten Titel in Folge, wobei er im Halbfinale Patrick Roux und im Finale den Rumänen Gheorghe Dani besiegte. Zwei Monate später gewann er noch einmal den sowjetischen Meistertitel. Bei den Weltmeisterschaften 1985 in Seoul unterlag er im Halbfinale dem Westdeutschen Peter Jupke, Tlezeri erhielt eine Bronzemedaille. 1986 bei den Europameisterschaften in Belgrad erhielt er ebenfalls eine Bronzemedaille, nachdem er im Halbfinale gegen Peter Jupke verloren hatte. Seine letzte internationale Medaille gewann Tlezeri bei den Europameisterschaften 1987 in Paris, als er im Halbfinale den Westdeutschen Helmut Dietz bezwang, im Finale unterlag er Patrick Roux.